# Vincenzo Sinatra

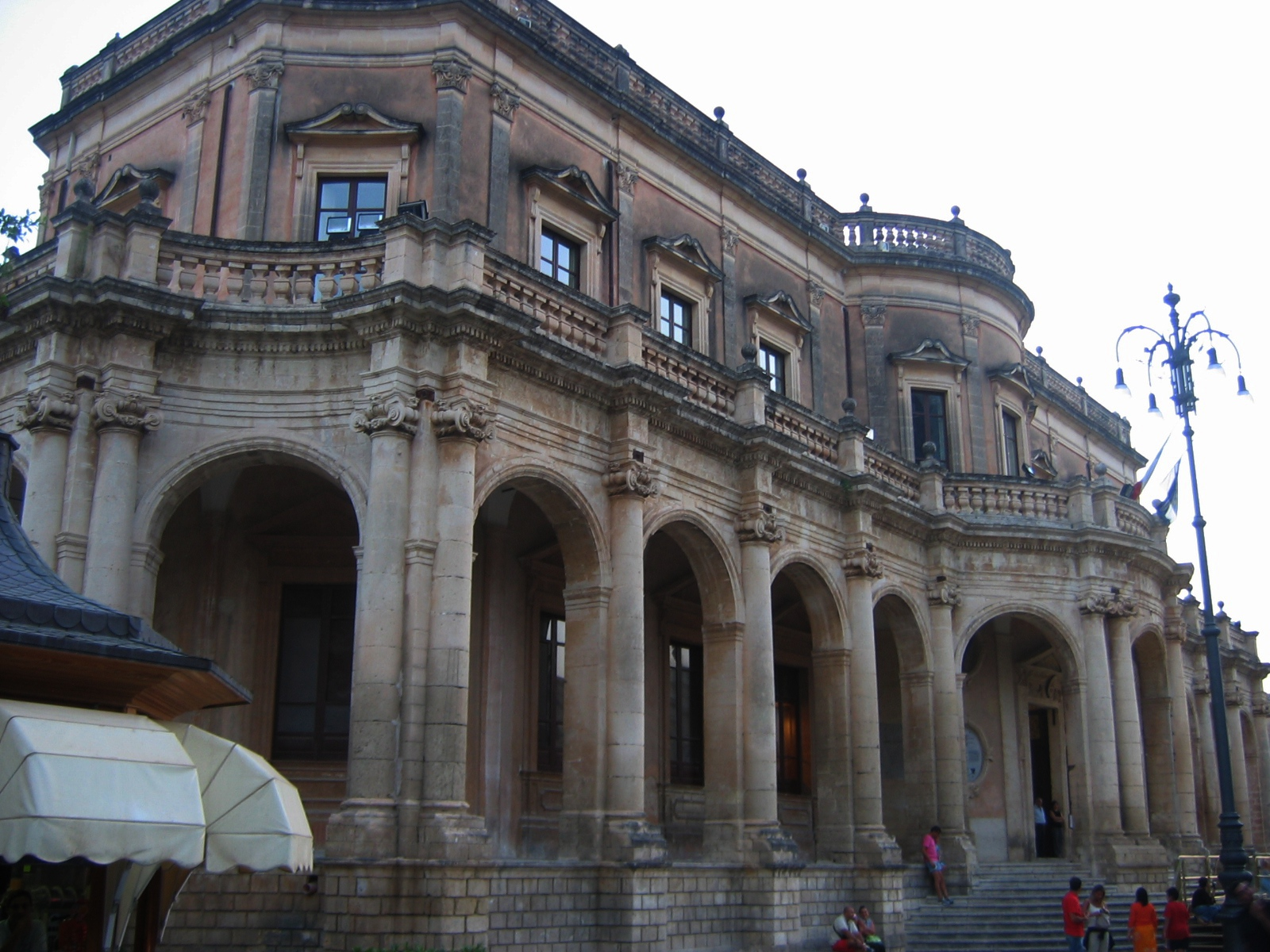
Palazzo Ducezio in Noto

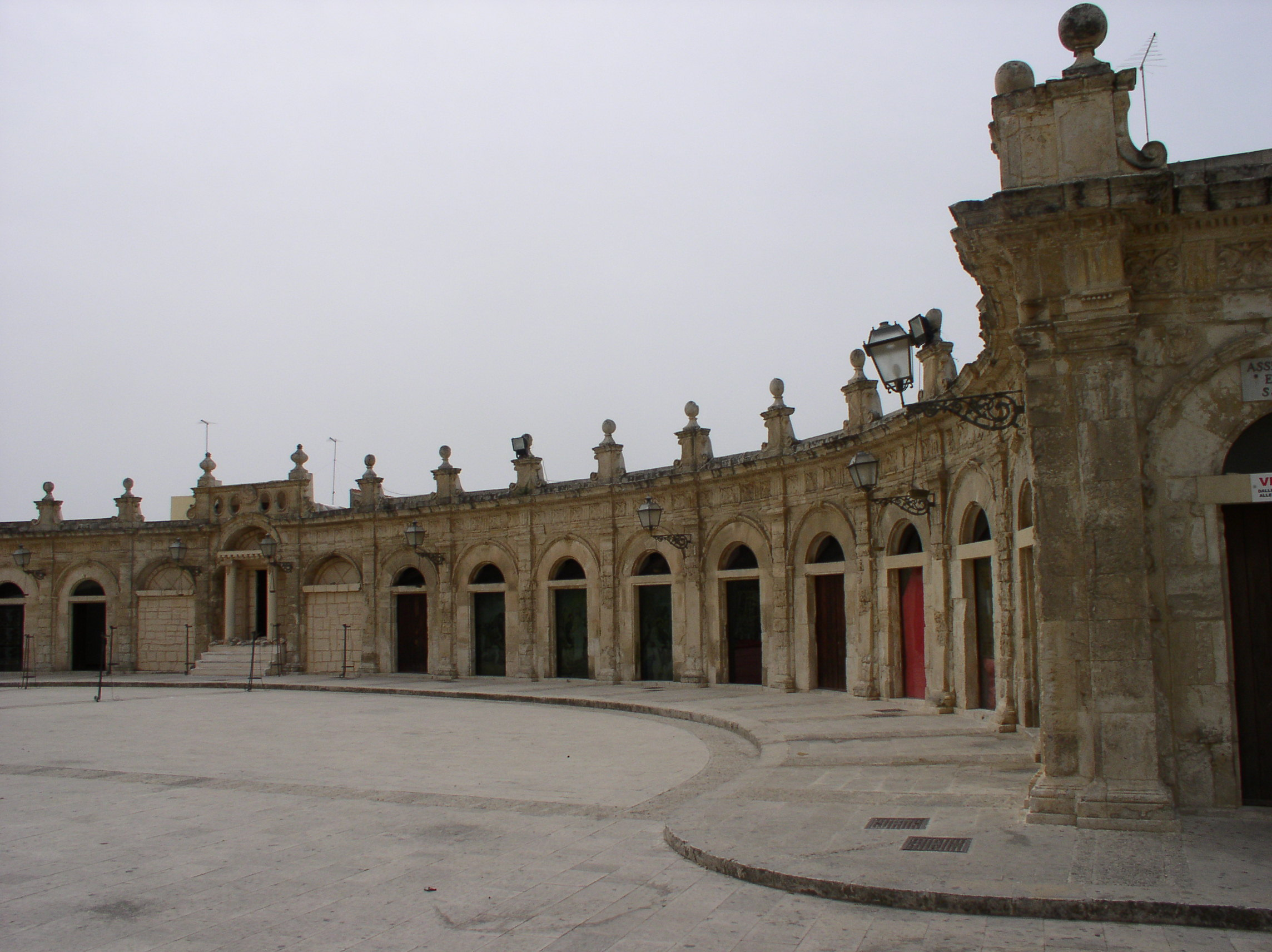
Loggiato in Ispica

Vincenzo Sinatra (* um 1720 in Noto; † um 1765) war ein italienischer Architekt und Vertreter des sizilianischen Barocks, später des Klassizismus.
Sinatra war ein Schüler Rosario Gagliardis. Zu seinen Hauptwerken zählen in Noto die Chiesa di Montevergini und der Palazzo Ducezio (heutiges Rathaus) und in Ispica die Chiesa di San Giovanni Battista und die Chiesa di Santa Maria Maggiore mit dem Loggiato.